# أزمة صحية
الأزمة الصحية (بالإنجليزية: Health crisis)‏ هي حالة صعبة أو نظام صحي معقد يؤثر على البشر في منطقة أو عدة مناطق جغرافية، وقعت أساسا في الأخطار الطبيعية، من مكان معين لتشمل الكوكب بأسره. للأزمات الصحية عموما آثار كبيرة على صحة المجتمع، والخسائر في الأرواح والاقتصاد. قد تنجم عن الأمراض أو العمليات الصناعية أو سوء السياسات.
تعرف مدى خطورة وشدة الأزمة الصحية غالبا من خلال عدد الأشخاص المتضررين ضمن نطاق تغطيتها الجغرافية، قد يكون مرض أو وفاة المسببة للأمراض العملية التي كان مصدره.

## الخصائص

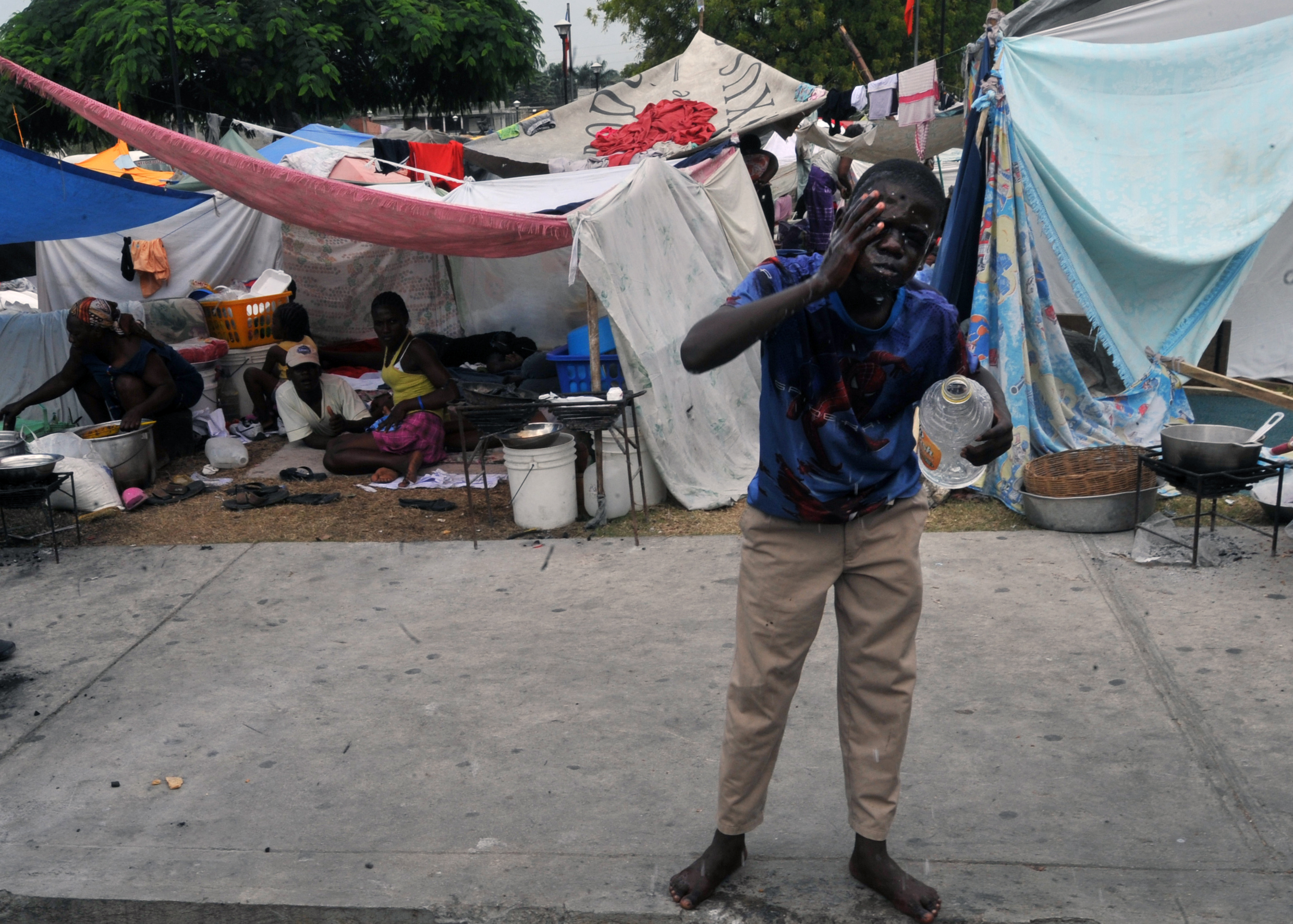
بعد أن فقدوا منازلهم بسبب الزلزال العديد من الهايتيين الآن يعيشون في ظروف مزرية في المخيمات.

عموما هناك ثلاثة عناصر رئيسية في الأزمات الصحية:
- مشكلة الصحة العامة.
- مشكلة التنسيق الصحي.
- تنبيه الرعية: مخاطر سوء التواصل بالسكان أدى إلى الاضطرابات الاجتماعية.

## أنواع
- البيئية
- الغذاء
- المعدية
- السامة

## أمثلة
- 2003: التهاب رئوي لانمطي حاد[5]
- 2004:إنفلونزا الطيور[6]
  - التسمم بالدهن التقابلي[7]

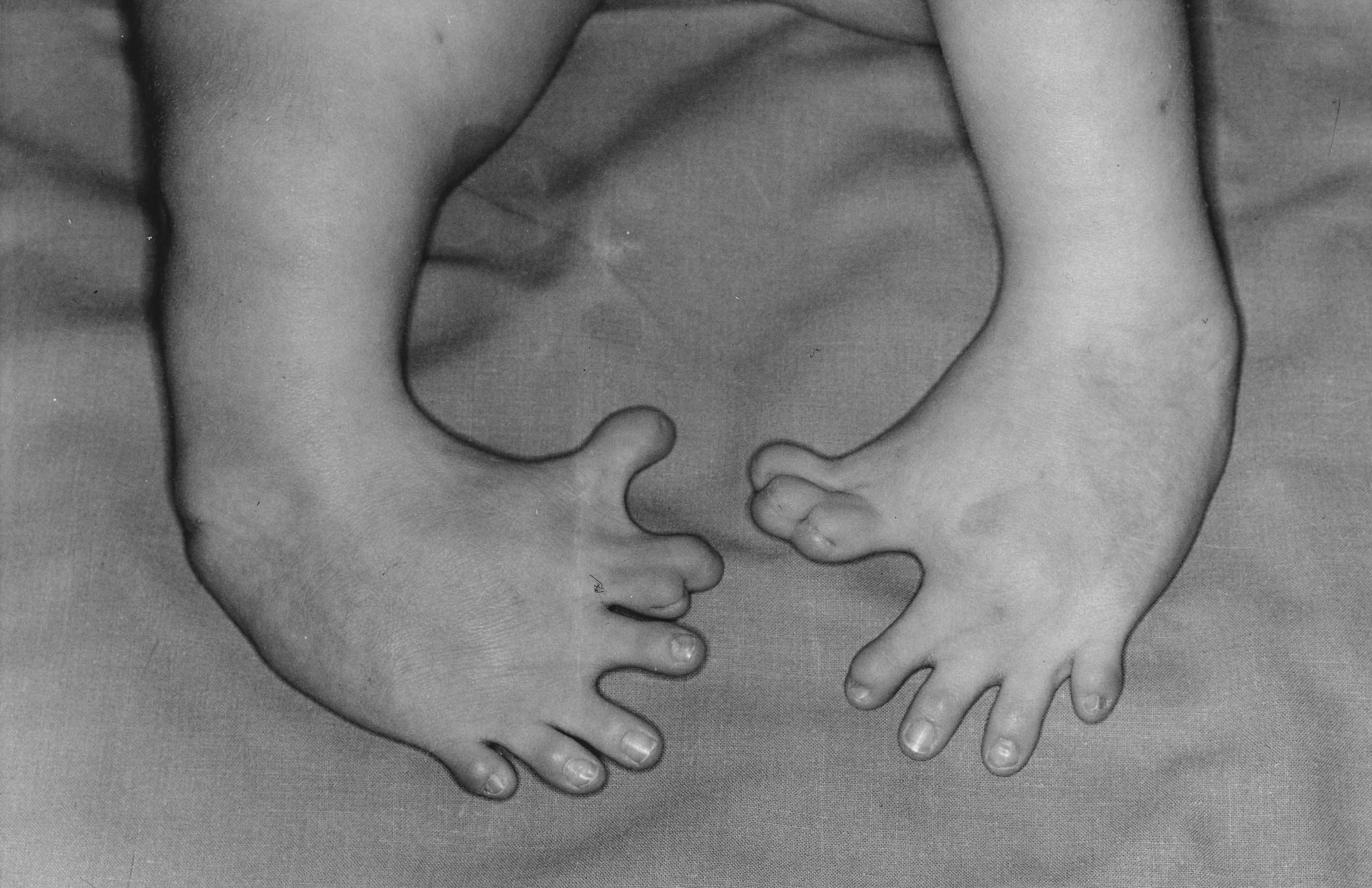
مولود بسبب تعاطي أمه الثاليدومايد أثناء الحمل.

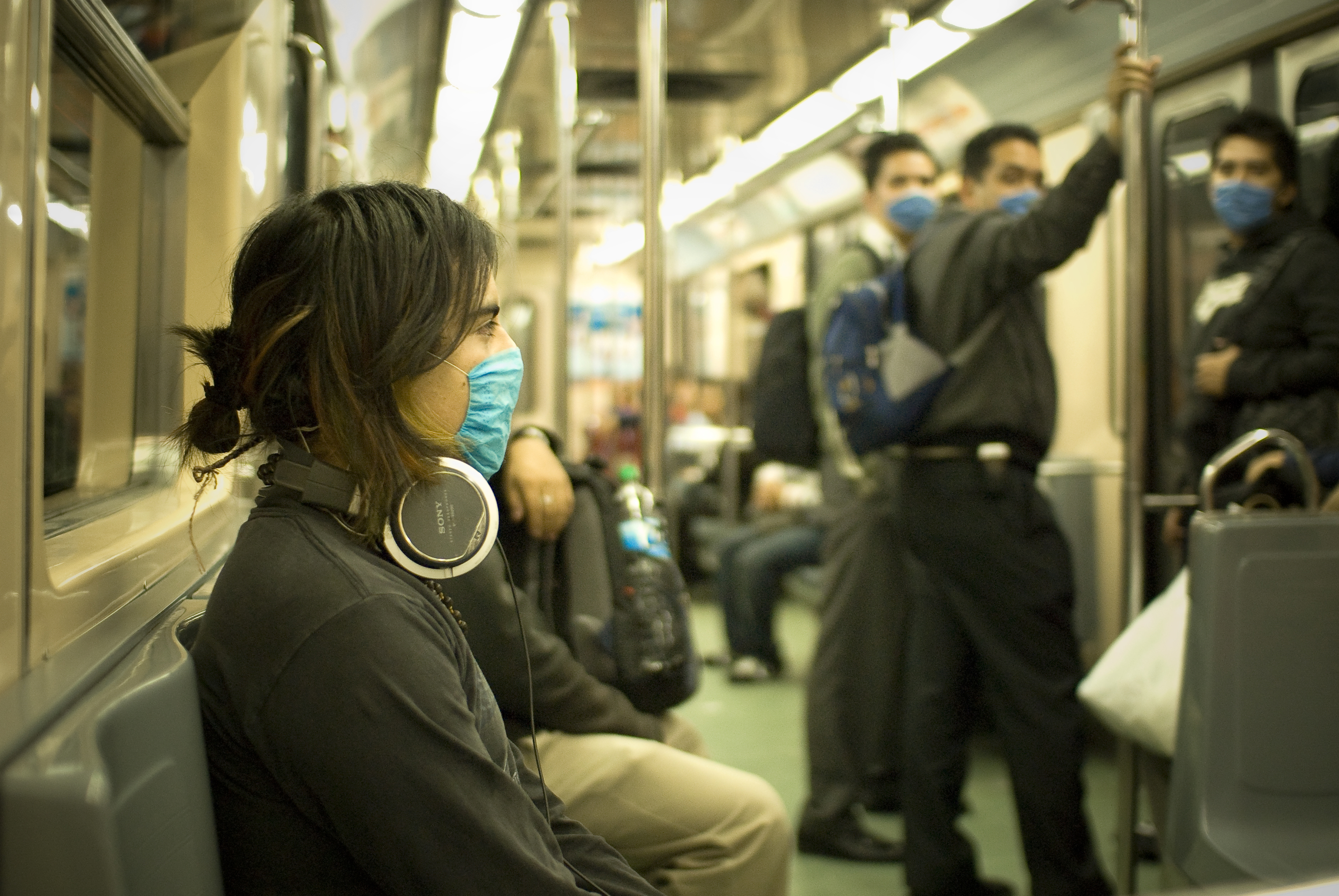
مترو المكسيك الركاب محمية ضد الأنفلونزا.

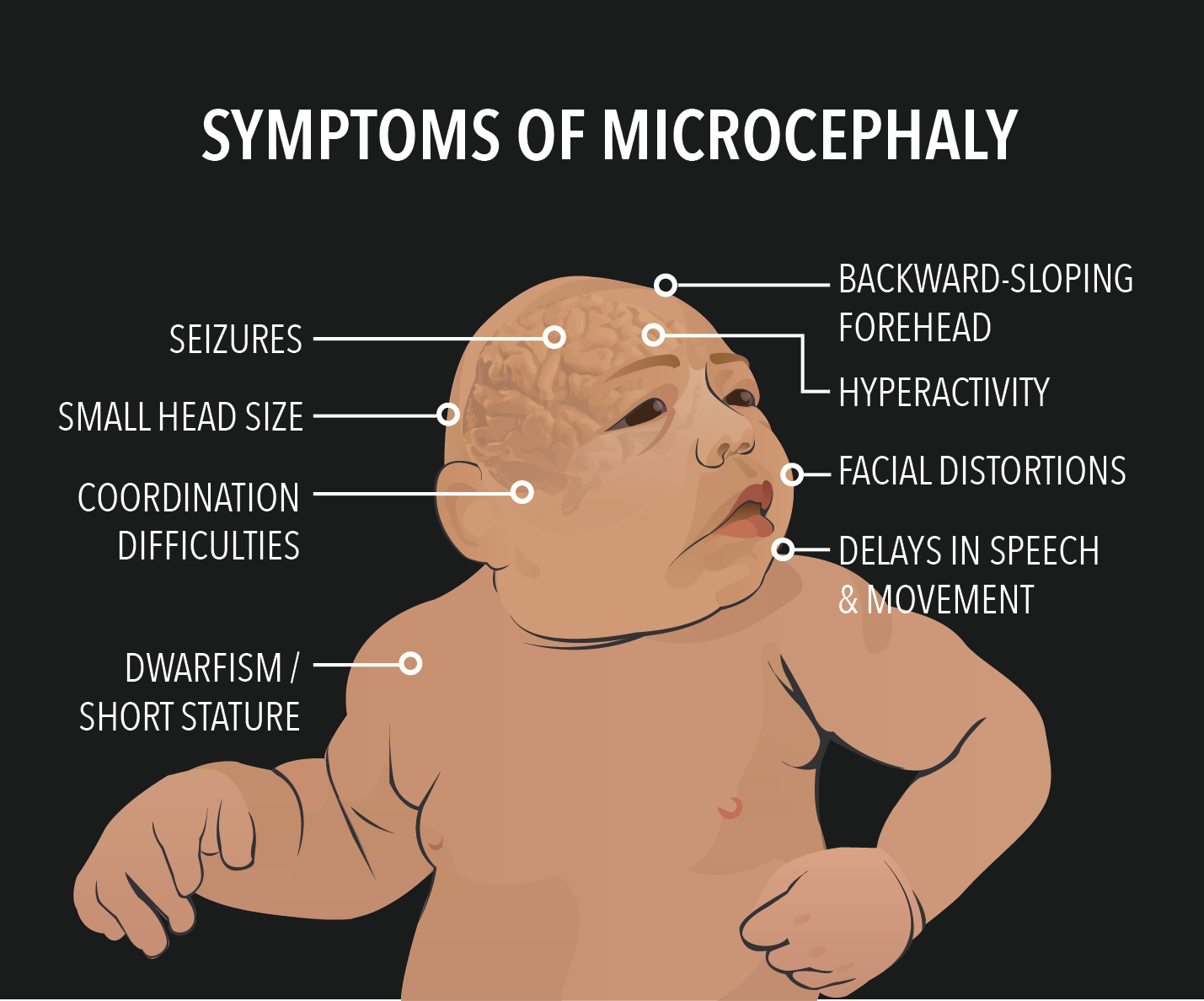

- 2007: طلاء الرصاص على الألعاب الصينية.[8]
- 2008: كانت فضيحة الحليب الصيني من حوادث سلامة الغذاء في الصين، تتضمن الحليب وand infant formula, والمواد والمركبات الغذائية الأخرى adulterated with melamine.
  - Canada listeriosis outbreak[9] and Chile[10][11][12]
- 2009:جائحة إنفلونزا الخنازير 2009
- [13]
- 2010: زلزال هايتي 2010[14]
  - بيسفينول [15][16]
- 2011 زلزال وتسونامي توهوكو 2011:[17]
- 2014: وباء إيبولا في غرب أفريقيا[18][19]
- 2015: تفشي فيروس زيكا في الأمريكتين عام 2015[20][21]
- 2019: جائحة كورونا (كوفيد 19) [22]

## طرق الوقاية والسيطرة
- استخدام أنظمة الإنذار الصحية. نظام التحذير الصحي يستجيب لاحتياجات السكان المطلوبة لتحسين الأدوات لضمان الاستعداد الكافي قبل تفريخها.[23][24][25]
- شفافية المؤسسات العامة والخاصة. يمكن لاستيعاب الأزمة أن يفلت من سيطرة الخبراء أو المؤسسات الصحية، وأن يتم تحديده من قبل أصحاب المصلحة لتقديم حلول تنتشر أو تشعر بالقلق. وهذا يتطلب موازنة صعبة للحاجة إلى صياغة إجابات واضحة والفصل بينها وبين المخاوف التي لا أساس لها.[26]
- سياسة معلومات كافية. تنشأ اللاعقلانية عندما تكون المعلومات مشوهة، أو مخفية. وتشمل مواجهة أزمةٍ صحيةٍ: احترام المجتمع، وتنسيق المنظمات ووجود مؤسسةٍ ذات ثقلٍ علميٍ للشعب ولوسائل الإعلام، ليتصرفوا كمتحدثٍ في حالات المخاطر الصحية العامة، للحصول على ثقة المواطنين. فقد ثبت أن القدرات الفنية للعاملين في مجال الصحة أكثر ثباتًا من المسؤولين الحكوميين، مما يشير إلى وجود حصة أكبر من التدريب للسابق وتدريب أفضل للثاني.[27][28][29]
- تقييم الأزمة السابقة أو تجارب الآخرين. تكون الأزمات بمثابة تحديات يجب التعلم من كل أخطائها ونجاحتها، حيث أنها تعمل على استحداث الأجهزة وتحسين الاستجابة للأزمات الأخرى. من المهم إجراء تحليل للردود السابقة، ومراجعة المخاطر والضعف، البحث والاختبار، والتدريبات لتحضير أنفسهم ضد الأزمات المستقبلية.[30][31][32]
- وجود أهداف: «أولًا، للحد من تأثير المرض والموت، وثانيًا، لتجنب التفكك الاجتماعي .»[33]
- إعداد خطط الطوارئ. التحضير هو مفتاح الأزمات، لأنه يسمح بردٍ قويٍ، ومنظم، وأساسه علميٌ. يجب أن تقابل خطط العمل المهنييّن في وقتٍ مبكر بما فيه الكفاية ويكون تدريبهم بشكلٍ صحيح، ويجب أن يكون السياسيون متسقين في أفعالهم وفي تنسيق جميع الموارد المتاحة. من الضروري الاستثمار في موارد الصحة العامة لإعداد التدابير الوقائية والحد من التفاوتات الصحية للحد من تأثير الأزمات الصحية، لأنه عامةً، دائمًا ما يعاني أشد الناس فقرًا.[34][35]